# کژنتوو
کژنتوو (به لهستانی:  Krzętów) یک روستا در لهستان است که در گمینا ویلگومونه واقع شده‌است.